# Xã Bowling Green, Quận Fayette, Illinois
Xã Bowling Green (tiếng Anh: Bowling Green Township) là một xã thuộc quận Fayette, tiểu bang Illinois, Hoa Kỳ. Năm 2010, dân số của xã này là 457 người.